# Isopogon polycephalus
Isopogon polycephalus är en tvåhjärtbladig växtart som beskrevs av Robert Brown. Isopogon polycephalus ingår i släktet Isopogon och familjen Proteaceae. Inga underarter finns listade i Catalogue of Life.